# 글라루스 트러스트
글라루스 트러스트(독일어: Glarner Überschiebung)은 스위스 동부 알프스산맥의 주요 충상단층(thrust fault)이다. 트러스트를 따라 헬베티아 내프는 외부 아르 대산괴 및 헬베티아 중간 복합체(Infrahelvetic complex)를 통해 북쪽으로 100km 이상 밀려났다. 트러스트는 오래된 (헬베티아) 페름기 - 베루카노 그룹의 트라이아스기 암석층과 더 젊은(외부) 쥐라기 및 백악기 석회암과 팔레오기 플리쉬와 몰라세 사이의 접촉을 형성한다.
글라루스는 수평 방향과 높은 국부 기복으로 인해 글라루스주, 장크트갈렌주와 그라우뷘덴주의 비교적 넓은 지역에 걸쳐 노두가 밀려났다. 유명한 노두는 글라루스 (도시) 근처의 로히지테(Lochsite)와 엘름과 플림스 사이의 친겔회르너(Tschingelhörner)라는 산 절벽에 있는 노두를 포함한다. (같은 절벽에 Martinsloch라는 자연 구멍이 있음).

## 세계 유산
이러한 종류의 충상단층은 전 세계의 많은 산악 지대에서 드문 일이 아니지만, 글라루스 트러스트는 접근하기 쉬운 예이며, 산악 건설에 대한 지질학적 지식의 발전에 중요한 역할을 했다. 이러한 이유로 트러스트가 발견된 지역은 ‘스위스 사르도나 지각 표층 지역’라는 이름으로 지질학적 유네스코 세계 문화 유산인 지오톱(Geotope)으로 선언되었다. 이 ‘구조적 표층’의 지역은 수르셀바, 린탈 및 발렌호 사이의 19개 커뮤니티에서 주로 산악 풍경의 32,850ha를 포함한다. 표층에는 주렌슈토크(로만슈어 이름은 사르도나봉, 이름의 유래가 됨), 린겔슈피츠 및 피촐(Pizol)과 같은 3,000m가 넘는 여러 봉우리가 있다.
2006년 스위스 정부는 이 지역을 국제자연보전연맹(IUCN)에 세계유산으로 지정하자는 제안을 처음으로 내놓았다. 그 후 IUCN은 그 지역이 비범하거나 보편적인 가치를 지니지 않는다고 판단하여 제안을 거부했다. 스위스는 2008년 3월에 새로운 제안을 했고, 이번에는 성공적인 제안을 했다. 이 지역은 2008년 7월에 세계 문화 유산으로 지정되었다. “이 지역은 대륙 충돌을 통한 산악 건축의 예외적인 사례를 보여주고 지각 트러스트를 통한 우수한 지질 단면을 특징으로 하기 때문이다.”
뉴욕의 미국 자연사 박물관은 글라루스 트러스트의 전면적 재구성을 공개하고 있다.

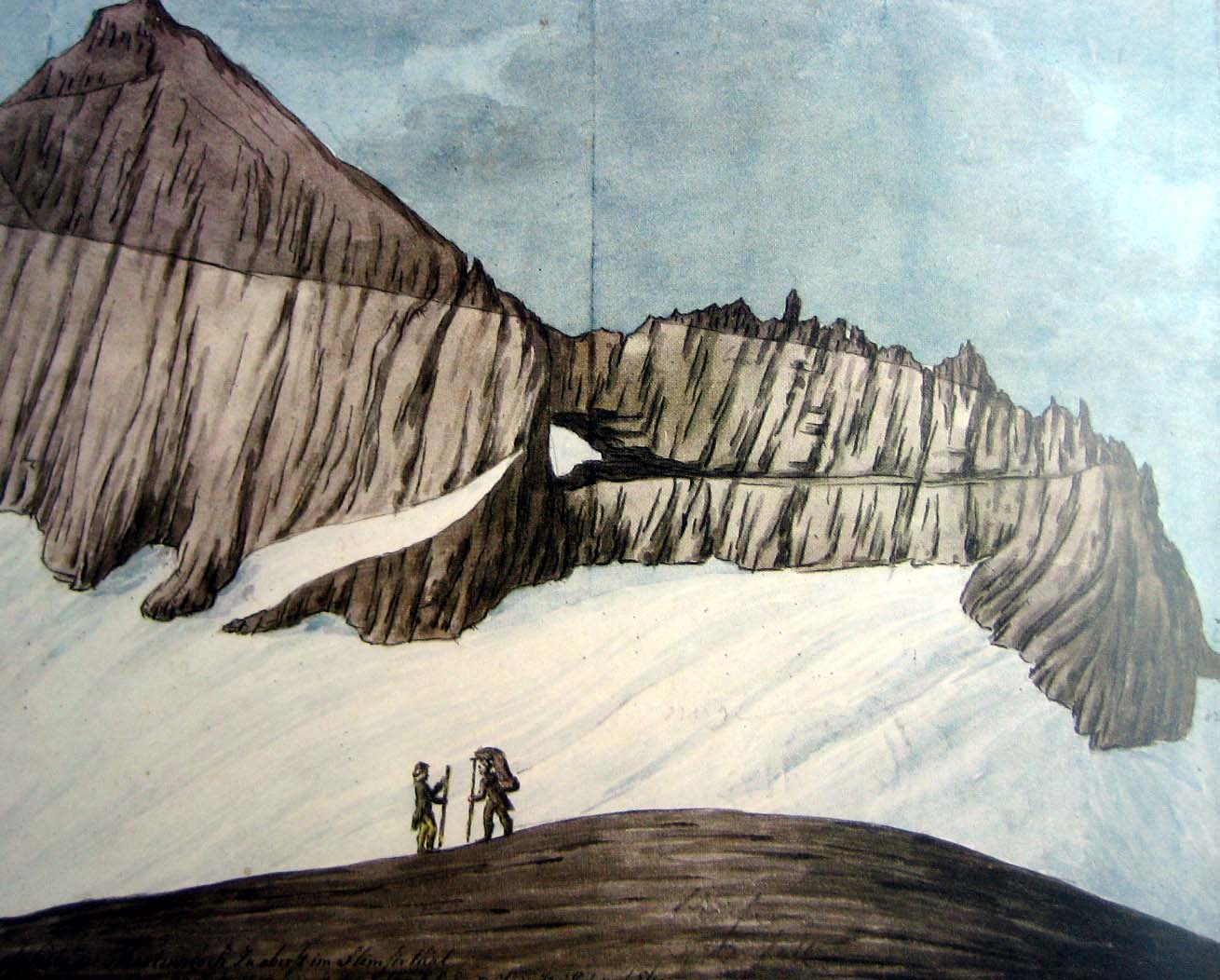
1812년 한스 콘라트 에셔 폰 데어 린트가 그린 칭겔회르너의 글라루스 트러스트

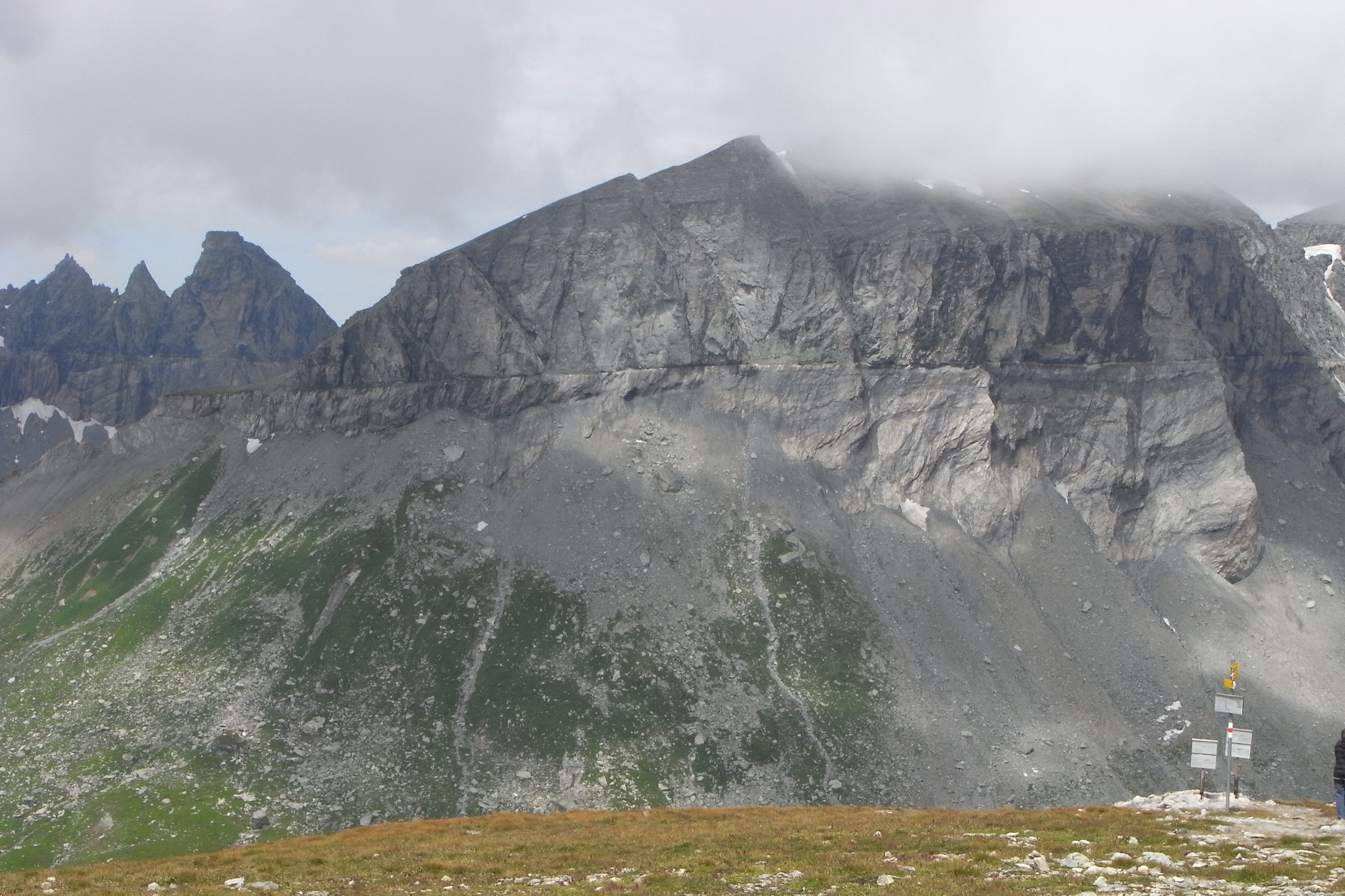
세네스봉의 글라루스 트러스트

## 역사
글라루스 트러스트를 조사한 최초의 박물학자는 한스 콘라트 에셔 폰 더 린트(1767-1823)였다. 에셔 폰 더 린트는 스테노의 중첩 법칙과 모순되게 글라루스의 특정 노두에서 더 오래된 암석이 더 젊은 암석 위에 있다는 것을 발견했다. 그의 아들 아놀드 에셔 폰 더 린트(1807-1872), 취리히 ETH의 초대 지질학 교수는 구조를 더 자세히 지도화하고 이것이 거대한 트러스트가 될 수 있다는 결론을 내렸다. 당시 대부분의 지질학자들은 지각 내에서 수직 운동에 의해 산이 형성된다는 지구동기론(geosynclines)을 믿었다. 따라서 에셔 폰 더 린트는 충상단층의 크기를 설명하는 데 어려움을 겪었다. 1848년에 그는 국제 권위자인 영국의 지질학자 로데릭 머치슨을 초대하여 구조를 살펴보도록 했다. 머치슨은 스코틀랜드의 더 큰 충상단층에 대해 잘 알고 있었고, 에셔의 해석에 동의했다. 그러나 에셔는 자신의 생각에 대해 확신이 없었고, 1866년에 관찰한 내용을 발표했을 때 글라루스 트러스트를 두 개의 뒤집힌 좁은 경사로 해석했다. 그가 개인적으로 자신을 인정했기 때문에 이 가설은 다소 터무니없었다.
취리히 교수가 된 알베르트 하임(1849~1937)은 에셔의 뒤를 이어 두 가지 대립에 대한 전임자의 해석을 고수했다. 그러나 일부 지질학자들은 트러스트의 개념을 선호했다. 그중 한 명이 마르셀 알렉상드르 베르트랑(1847-1907)이었는데, 그는 1884년 하임스의 관찰을 읽은 후 구조를 트러스트로 해석했다. 베르트랑은 벨기에 아르덴의 큰 충상단층인 바리스칸 조산운동(Faille du Midi)에 대해 잘 알고 있었다. 한편, 영국 지질학자들은 스코틀랜드 고원의 충상단층의 특성을 인식하기 시작했다. 1883년 아치볼드 게이키 고원이 트러스트 시스템이라는 것을 인정했다.. 스위스 지질학자 한스 샤르트와 모리스 루게온은 1893년 스위스 서부에서 쥐라기 암석층이 젊은 몰라세 위에 있다는 사실을 발견하고 알프스의 구조가 커다란 내프 더미, 서로 위에 눌려 있었다. 세기의 전환기에 하임은 또한 새로운 이론을 확신했다. 그와 다른 스위스 지질학자들은 이제 스위스의 내프를 더 자세히 매핑하기 시작했다. 그 순간부터 지질학자들은 전 세계의 많은 산맥에서 큰 트러스트를 인식하기 시작했다.
그러나 단층(내프)을 움직이는 거대한 힘이 어디에서 왔는지는 여전히 이해되지 않았다. 1950년대에 판 구조론이 등장하면서야 설명이 가능해졌다. 판 구조론에서 지구의 부드러운 연약권 위의 구조 판의 수평 이동은 지각 내에서 수평력을 유발한다. 현재 지질학자들은 대부분의 산맥이 지각판 사이의 수렴 운동에 의해 형성되었다고 믿고 있다.

## 같이 보기
- 충상단층
- 조산 운동